# Kitchener (Ontario)

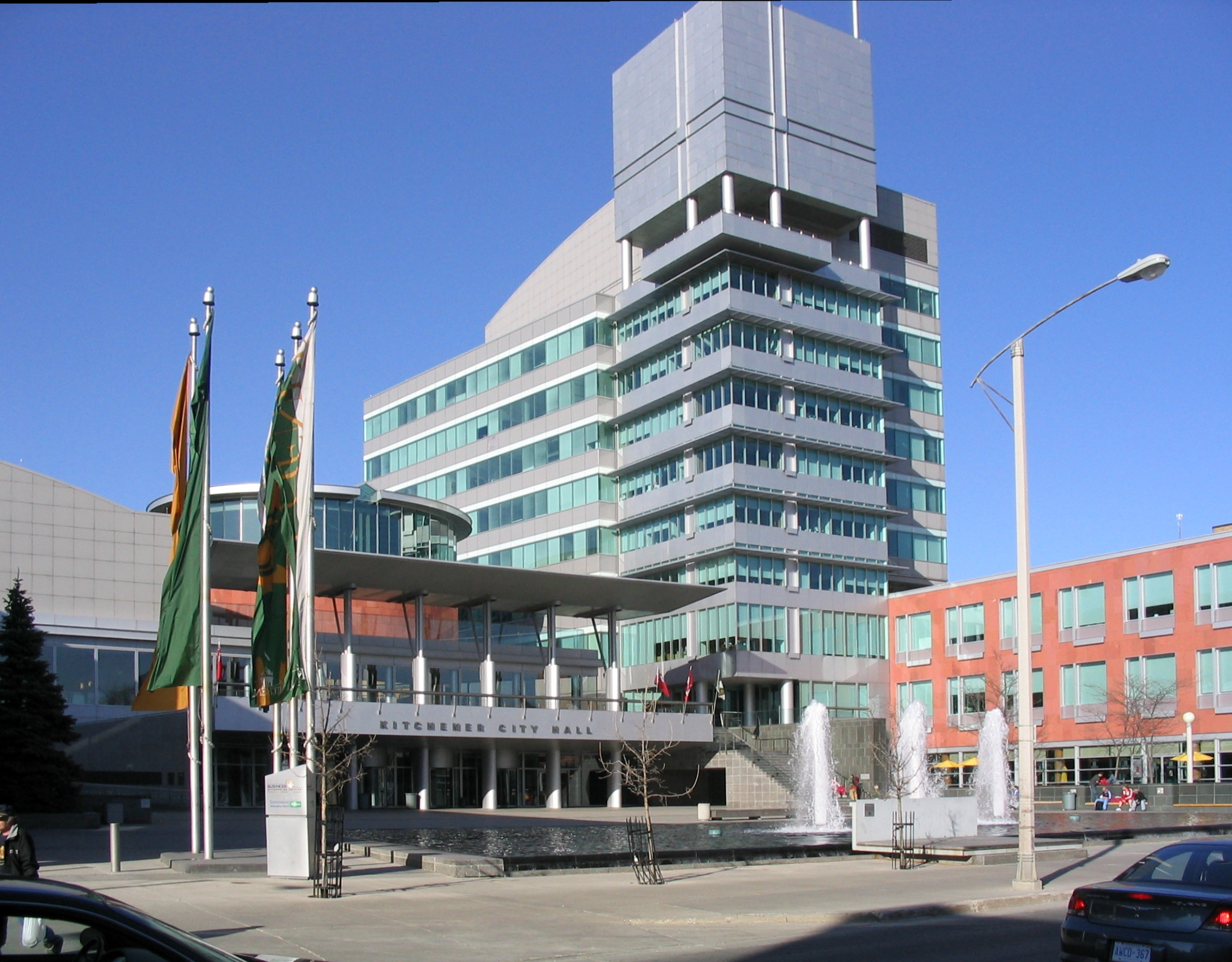
Kitchener City Hall

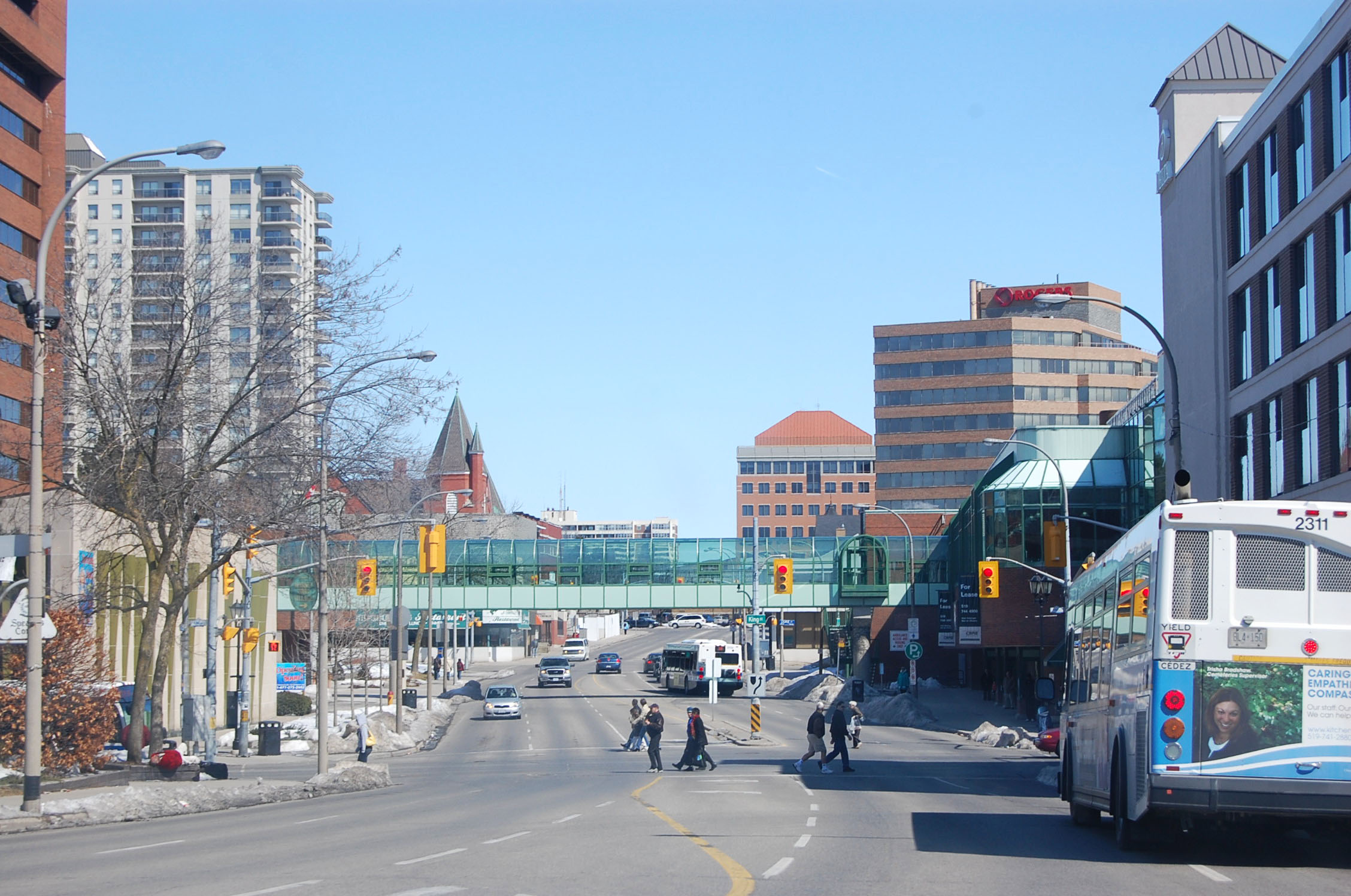
Benton und Frederick Street, eine wichtige Verkehrsstraße in der Innenstadt von Kitchener

Kitchener [ˈkɪtʃənəɹ] (bis 1916 Berlin) ist eine Stadt in Ontario (Kanada), etwa 100 km südwestlich von Toronto. Die Stadt wird oft mit der benachbarten Universitätsstadt Waterloo als Zwillingsstadt (Twin Cities) zusammengefasst. Die Metropolregion umfasst zusätzlich die Städte Cambridge, North Dumfries und Woolwich und hat insgesamt 523.894 Einwohner (Stand: 2016). 2011 betrug die Einwohnerzahl der Metropolregion 477.160. Kitchener selbst hat 233.222 Einwohner (Stand: 2016). 2011 betrug die Einwohnerzahl 219.153. Die Stadt ist Sitz der Waterloo Regional Municipality (Verwaltungsbezirk).
Ursprünglich war die Stadt eine Mennoniten-Siedlung und wurde nach deren Führer Ebytown genannt. 1833 erhielt sie den Namen Berlin und wurde zur heimlichen Hauptstadt der Deutschen in Kanada. Unter dem Einfluss deutschfeindlicher Strömungen während des Ersten Weltkriegs wurde die Stadt Berlin im Jahre 1916 nach einer von vielen Bewohnern boykottierten Volksabstimmung nach dem bekannten britischen Feldmarschall und Kriegsminister Herbert Kitchener, 1. Earl Kitchener, umbenannt. In den 1990er Jahren gab es eine Initiative, die Stadt wieder in Berlin umzubenennen, jedoch fand diese nicht genügend Rückhalt.
Dennoch ist auch heute noch der deutsche Einfluss in der Stadt zu spüren, zum Beispiel durch das jährliche Oktoberfest, zu dem viele Gäste aus ganz Nordamerika anreisen. Außerdem gibt es einen Christkindlmarkt.

## Lage und Klima
Kitchener liegt zentral in der Provinz von Ontario am Grand River. Die Stadt befindet sich ca. 100 km von Toronto, 80 km von London und Mississauga entfernt. In unmittelbarer Nähe befinden sich die Städte Guelph, ca. 30 km entfernt, und Waterloo, das direkt an die Stadt grenzt.
Das Klima ist vergleichbar mit dem in Europa mit warmen bis heißen Sommern und kühlen bis sehr kalten Wintern. Die durchschnittlichen Temperaturen betragen in den Monaten Januar bis März zwischen −7 und −1 Grad Celsius. In den Monaten April und Juni steigen diese auf 5,8 Grad und 17,3 Grad Celsius an, im Juli und September 19,8 und 14,3 Grad  Celsius. In den Sommermonaten können jedoch mehrere Tage die Temperaturen auf über 30 Grad Celsius ansteigen, welche auch vereinzelt im Oktober auftreten können. Ende September und im Oktober fallen die Temperaturen allmählich und erreichen durchschnittliche Tagestemperaturen zwischen 14 Grad und −3 Grad Celsius.

## Politik
Seit Februar 2014 ist Berry Vrbanovic Bürgermeister von Kitchener. Er übernahm das Amt von Carl Zehr, der mit 17 Jahren Amtszeit der am längsten amtierende Bürgermeister der Stadt war.
Oberstes Organ der Stadt ist der Stadtrat von Kitchener, der aus dem Bürgermeister und gemäß der Zahl der Stadtbezirke aus zehn Stadträten besteht. Seine Zusammensetzung spiegelt die Entwicklung Kitcheners von einer deutschgeprägten Stadt zu einer multiethnischen Örtlichkeit wider.

## Wirtschaft und Infrastruktur

### Überblick
Kitchener profitiert von der direkten Nachbarschaft der Stadt Waterloo, in der sich viele Forschungseinrichtungen und Unternehmen der Hightech-Branche angesiedelt haben. Die Wirtschaft von Kitchener ist stärker vom produzierenden Gewerbe geprägt. Die größten Unternehmen in Kitchener sind unter anderem Maple Leaf Foods, Kuntz Electroplating Inc., Dare Foods und MTD Products Ltd. Kitchener ist Unternehmenssitz von Christie. Das BFGoodrich-Reifenwerk mit 1.100 Mitarbeitern wurde 2006, das Kitchener Frame-Werk (Budd Company) mit 1.200 Mitarbeitern 2008 und das Werk von der Lear Corporation mit ehemals 1.300 Arbeitern 2015 geschlossen.
Daneben haben viele Dienstleistungsunternehmen einen Standort in der Stadt. Dazu zählen unter anderem Manulife Financial, Arvato Services Inc., Rogers Communications, HSBC, Scotiabank und die National Bank of Canada.

### Bildung
Die Stadt verfügt über mehrere Grund- und weiterführende Schulen im Stadtgebiet bis zur Klasse 12 (High School). Daneben verfügt die Stadt über einen Campus der University of Waterloo sowie weitere Colleges.

### Sport
Kitchener beherbergt die Kitchener Rangers, ein erfolgreiches Nachwuchs-Eishockeyteam der Ontario Hockey League.

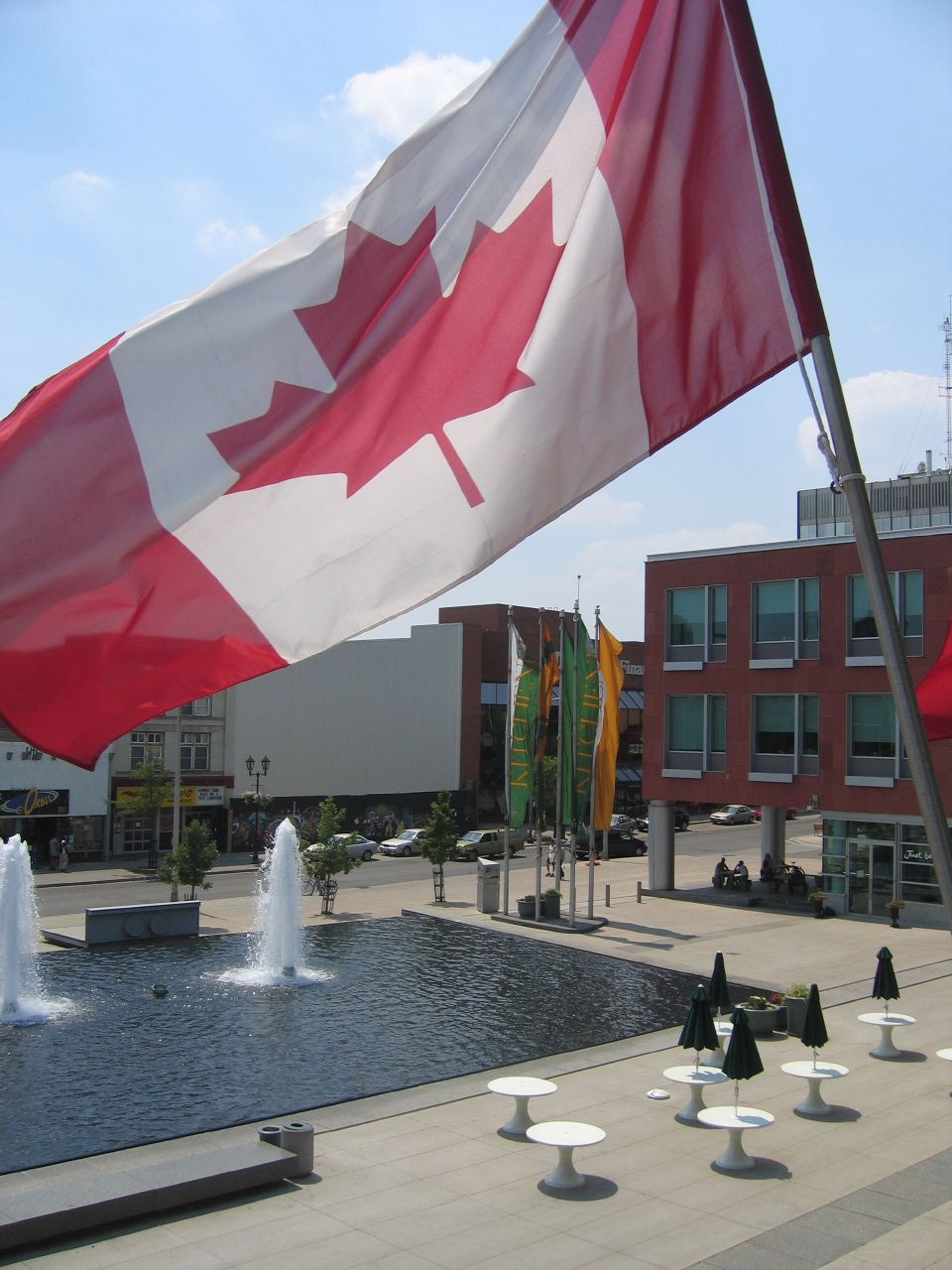
Der Platz vor der Kitchener Town Hall

## Verkehr

### Öffentlicher Personennahverkehr
Der innenstädtische öffentliche Personennahverkehr wird von Grand River Transit durchgeführt. Mehrere Buslinien verbinden wichtige Gegenden innerhalb von Waterloo sowie Kitchener miteinander. Daneben betreibt Greyhound Canada einige Buslinien sowie Fernbuslinien. Seit 2019 verbindet eine Stadtbahn (Ion rapid transit) Kitchener mit Waterloo.

### Highways
Der Conestoga Parkway und Highway 8 verbinden Waterloo und Kitchener, Cambridge und mit den Highway’s 7/8 sowie Highway 401.

### Schienenverkehr
Die Stadt verfügt über einen Bahnhof. VIA Rail Canada bietet Verbindungen an zwischen Sarnia und Toronto. Diese Züge halten am Bahnhof, südöstlich an der Grenze zu Waterloo an der Ecke Victoria Street und Weber Street. Der Bahnhof ist mit den öffentlichen Verkehrsmitteln über Downtown Kitchener erreichbar.

### Flugverbindungen
Der nächstgelegene Flughafen in der Region Waterloo ist der Flughafen Waterloo  (IATA-Code YKF). Der Flughafen befindet sich ca. acht km östlich von Kitchener. Der Flughafen wurde in den vergangenen Jahren ausgebaut und renoviert, so dass dieser auch von größeren Maschinen angeflogen werden kann. Der Flughafen verfügt über zwei Start-/Landebahnen.
Der Flughafen wurde bisher nur von kleineren Maschinen angeflogen, seit kurzem werden jedoch durch steigende Passagierzahlen auch regelmäßige Verbindungen angeboten. Westjet Airlines hat eine mehrmals täglich bestehende Non-stop-Verbindung von Waterloo/Kitchener nach Calgary mit einer Boeing 737-700 eingerichtet. Seit Juni 2010 bietet Westjet Airlines auch eine Verbindung nach Vancouver an. Bearskin Airlines bietet seit Herbst 2007 planmäßige Flüge zwischen Waterloo/Kitchener und Ottawa an. Während der Wintermonate bietet die Sunwing Airlines Verbindungen in die Dominikanische Republik an.  Seit Juni 2012 bietet American Airlines Flüge nach Chicago an.

## Veranstaltungen
Jährlich am zweiten August-Wochenende findet das Kitchener Blues Festival in der Innenstadt statt. Bis auf den Eröffnungsabend am Donnerstag und das Abschlusskonzert sind alle Musikerauftritte ohne Eintritt frei zugänglich. Auf insgesamt sechs Bühnen, darunter eine speziell für Kinder, finden von Freitagmittag bis Sonntagabend Konzerte statt, die insgesamt rund 150 Tausend Besucher anziehen. Etwa 400 Freiwillige und Fundraising ermöglichen die Durchführung. Gemeinsam mit der Grand River Blues Society werden darüber hinaus über das Jahr hin die Nachwuchsreihe Blues in the Schools und die Veranstaltung Youth Legacy Showcase im April durchgeführt.

## Persönlichkeiten
- Don Awrey (* 1943), Eishockeyspieler
- Nathan Bastian (* 1997), Eishockeyspieler
- Elise Bauman (* 1990), Schauspielerin
- Don Beaupre (* 1961), Eishockeytorwart
- Mike Blake (1956–2022), Eishockeytorwart
- Jenna Blasman (* 1993), Snowboarderin
- Peter Michael Boehm (* 1954), Diplomat, Botschafter und Politiker
- Kristin Booth (* 1974), Schauspielerin
- Brian Bradley (* 1965), Eishockeyspieler
- Kenneth Brown (* 1956), Eishockeyspieler
- Woody Dumart (1916–2001), Eishockeyspieler
- David Edgar (* 1987), Fußballspieler
- Benjamin Flanagan (* 1995), Langstreckenläufer
- Thomas Geldmacher (* 1961), deutsch-kanadischer Eishockeyspieler
- Nicolas Hague (* 1998), Eishockeyspieler
- Mike Hoffman (* 1989), Eishockeyspieler
- Jim Hoffmann (1962–2024), kanadisch-deutscher Eishockeyspieler
- Kevin Klein (* 1984), Eishockeyspieler
- Alyssa Lagonia (* 1989), italienisch-kanadische Fußballspielerin
- Michael Latta (* 1991), Eishockeyspieler
- William Lyon Mackenzie King (1874–1950), Politiker und Premierminister von Kanada
- Dave Maloney (* 1956), Eishockeyspieler
- Lois Maxwell (1927–2007), Schauspielerin
- Howie Meeker (1923–2020), Eishockeyspieler und -trainer sowie Sportkommentator und Politiker
- Daniel Miehm (* 1960), römisch-katholischer Geistlicher, Bischof von Peterborough
- Margaret Millar (1915–1994), Schriftstellerin
- Duanne Moeser (* 1963), deutsch-kanadischer Eishockeyspieler
- Mari-Elizabeth Morgen (* 1944), Pianistin
- David Morrell (* 1943), Schriftsteller und Erfinder der Figur des Rambo
- David Orth (* 1965), Schauspieler
- John Oswald (* 1953), Improvisationsmusiker und Komponist
- Ben Paton (* 2000), Fußballspieler
- Harry Paton (* 1998), Fußballspieler
- Sarah Pavan (* 1986), Volleyball- und Beachvolleyballspielerin
- Tanner Pearson (* 1992), Eishockeyspieler
- Sabine Platz (* 1971), Fernsehjournalistin
- Kyle Quincey (* 1985), Eishockeyspieler
- Jeremy Ratchford (* 1965), Schauspieler
- Paul Reinhart (* 1960), Eishockeyspieler
- Jason Reso (* 1973), Wrestler der WWE alias Christian
- Steven Rice (* 1971), Eishockeyspieler
- Jim Sandlak (* 1966), Eishockeyspieler, -trainer und -scout
- Mark Scheifele (* 1993), Eishockeyspieler
- Brad Schlegel (* 1968), Eishockeyspieler
- Colette M. Schmidt (* 1971), kanadisch-österreichische Autorin und Journalistin
- Milt Schmidt (1918–2017), Eishockeyspieler und -manager
- Earl Seibert (1910–1990), Eishockeyspieler
- Oliver Seibert (1881–1944), Eishockeyspieler
- Rod Seiling (* 1944), Eishockeyspieler
- Frank J. Selke (1893–1985), Eishockeytrainer und -manager
- Darryl Sittler (* 1950), Eishockeyspieler
- Edna Staebler (1906–2006), Schriftstellerin regionaler Kochbücher
- Logan Stanley (* 1998), Eishockeyspieler
- Robert Steckle (1930–2022), Ringer
- Scott Stevens (* 1964), Eishockeyspieler und -trainer
- Cam Stewart (* 1971), Eishockeyspieler und -trainer
- Bramwell Tillsley (1931–2019), General der Heilsarmee
- Mike West (* 1964), Schwimmer
- Alexi Zentner (* 1973), kanadisch-US-amerikanischer Schriftsteller
- George Ziegler (1889–1981), Organist, Chorleiter, Dirigent, Komponist und Musikpädagoge
- Walter Henry Zinn (1906–2000), kanadisch-US-amerikanischer Wissenschaftler und Kernphysiker